# Salvatore Amitrano
Salvatore Amitrano (Castellammare di Stabia, 3 dicembre 1975) è un ex canottiere italiano.

## Biografia
Ha sempre gareggiato nella categoria pesi leggeri, conquistando ai campionati del mondo due medaglie di bronzo nell'otto, una di bronzo nel due senza, una d'argento e due di bronzo nel quattro senza, nella stessa specialità ha trionfato agli Europei 2007 e 2008.
Il suo alloro più prestigioso lo ha conquistato alle Olimpiadi di Atene 2004 vincendo la medaglia di bronzo nel quattro senza pesi leggeri.
Attualmente svolge l'incarico di consigliere federale della Federazione Italiana Canottaggio dopo essere stato votato alle elezioni del 2008 come consigliere in quota atleti.
È stato altresì nominato assessore allo sport, con delega anche alle politiche giovanili e alla protezione civile, nel comune di Gragnano dopo le elezioni amministrative svoltesi nel 2009.

## Palmarès

### Olimpiadi
- 1 medaglia:
  - 1 bronzo (quattro senza pesi leggeri a Atene 2004)

### Coppa del Mondo
- Vincitore della classifica generale di Coppa del Mondo anno 2004 (quattro senza pesi leggeri)
- 12 medaglie

- 4 ori (quattro senza pesi leggeri)
- 4 argenti (quattro senza pesi leggeri)
- 3 bronzi (quattro senza pesi leggeri)

### Mondiali
- 6 medaglie:
  - 1 argento (quattro senza pesi leggeri a Siviglia 2002)
  - 5 (otto pesi leggeri a Indianapolis 1994; otto pesi leggeri a Tampere 1995; quattro senza pesi leggeri a Milano 2003; due senza pesi leggeri a Gifu 2005; quattro senza pesi leggeri a Monaco 2007)

### Mondiali juniores
- 1 medaglia:
  - 1 bronzo (quattro senza a Rostadion 1993)

### Europei
- 2 medaglie:
  - 2 ori (quattro senza pesi leggeri a Poznan 2007; quattro senza pesi leggeri a Atene 2008)

### Campionati italiani
- 12 medaglie:
  - 12 ori (varie specialità)